# Chan Hoi-yan
Rebecca Chan Hoi-yan (en chinois 陳凱欣), née le 19 novembre 1977, est une femme politique hongkongaise, conseillère législative de Hong Kong.
D'abord journaliste, Rebecca Chan Hoi-yan a été l'assistante politique du secrétaire à l'alimentation et à la santé Ko Wing-man de 2012 à 2017. 
Elle s'est présentée à l'élection partielle de novembre 2018 à Kowloon West et a été élue membre du Conseil législatif de Hong Kong de 2018 à 2020, battant le candidat pro-démocrate Lee Cheuk-yan. Rebecca Chan Hoi-yan est également musicienne et chanteuse.

## Début de carrière
Chan Hoi-yan est diplômé du département de journalisme de l'université baptiste de Hong Kong et a ensuite obtenu une maîtrise en sciences sociales et en gestion des médias, également de l'université baptiste. Elle a reçu le Distinguished Alumni Communicator Award de l'université en 2008.
Elle a rejoint TVB en tant que journaliste d'actualité en 1998 et est devenue journaliste principale et présentatrice. En 2005, elle est passée à Now TV en tant que rédactrice en chef de l'actualité (actualités et informations commerciales) et a aidé à la mise en place de la chaîne now business et de la chaîne d'informations. Elle a également été productrice exécutive du programme médical Medicine Online.
De décembre 2012 jusqu'à la fin de son mandat le 1er juillet 2017, elle était assistante politique du secrétaire à l'alimentation et à la santé Ko Wing-man,. Elle est devenue PDG de l'entreprise sociale Sounds Great Services après avoir quitté le cabinet ministériel.

## Élection partielle du Conseil législatif de 2018
Chan Hoi-yan est devenue candidate au Conseil législatif de Hong Kong lors des élections partielles de novembre 2018 à Kowloon West, quand Ko a renoncé à se présenter et a approuvé que Chan soit candidate à sa place. Relativement inconnue du public auparavant, Chan Hoi-yan a bénéficié de la popularité de son ancien patron et des ressources du camp pro-Pékin, bien qu'elle ait nié être une candidate pro-Pékin jusqu'à la fin de la campagne. En conséquence, elle a reçu 106 457 voix, 13410 de plus que le vétéran pro-démocrate Lee Cheuk-yan du Parti travailliste, étant le deuxième candidat à battre un pro-démocrate dans une circonscription géographique aux élections directes après Vincent Cheng de l'Alliance démocratique pour l'amélioration et le progrès de Hong Kong (DAB) lors de l' élection partielle de mars dans la même circonscription.
À l'approche des élections, l'un de ses dépliants de campagne contenait du matériel plagié sur ceux de Kenny Lai Kwong Wai, un conseiller du district de la ville de Kowloon du Parti démocrate, appelant à une révision des lois sur le tourisme. Chan Hoi-yan s'est excusée pour l'inclusion, son bureau affirmant qu'il s'agissait d'une erreur de production. D'autres conseillers de district pro-Pékin ont également utilisé le matériel plagié, notamment le collègue DAB de Chan, Luk King-kwong et Lam Pok de Kowloon West New Dynamic,.